# Mamor Niang
Mamor Niang (Móstoles, 4 de febrero de 2002) es un futbolista español, de origen senegalés, juega de delantero y su actual equipo es el filial del Club Deportivo Alcoyano de Primera Federación.

## Carrera deportiva
Niang comenzó su carrera deportiva en el Getafe C. F. B, equipo con el que debutó en Segunda División B el 6 de diciembre de 2020.
El 5 de enero de 2021 debutó como profesional con el primer equipo del Getafe, en un partido de la Copa del Rey frente al Córdoba C. F. En Primera División debutó el 25 de enero de 2021, en la derrota del Getafe por 5-1 frente al Athletic Club.
El 20 de enero de 2022 rompe su vínculo contractual con el Getafe C. F. "B". Y tras más de un mes sin equipo, el 23 de febrero, se hace oficial su fichaje, hasta final de temporada, por el Real Avilés C. F. de la Segunda Federación.
El 26 de agosto de 2022, la Unió Esportiva Cornellà anuncia su contratación para su equipo filial.
El 11 de enero de 2024, es fichado por la Unión Deportiva Melilla.
El 11 de junio de 2024, pasa a formar parte de la plantilla del Club Deportivo Alcoyano.

## Clubes
| Club                    | País   | Año       |
| ----------------------- | ------ | --------- |
| Getafe C. F. B          | España | 2020-2022 |
| Getafe C. F.            | España | 2021-2022 |
| Real Avilés C. F.       | España | 2022      |
| Unió Esportiva Cornellà | España | 2022-2023 |
| U.D. Melilla            | España | 2023      |
| C.D. Alcoyano           | España | 2024-2025 |